# Montignac (Gironda)
Montignac é uma comuna francesa na região administrativa da Nova Aquitânia, no departamento de Gironda. Estende-se por uma área de 6,48 km². Em 2010 a comuna tinha 145 habitantes (densidade: 22,4 hab./km²).